# 平夷長官司
平夷長官司，在四川省屏山縣西九十里。
元朝时置，長官王氏世襲。屬馬湖府。轄今屏山縣（今属四川省）及綏江縣（今属云南省）。
平夷長官司王氏。平夷為屏山西九十里之一鄉鎮，位於金沙江北岸，隔江與雲南綏江縣治相望。唐僖宗乾符二年，西川節度使高駢築城於此，號平夷。綏江原為平夷司副長官冶所，原名副官村。《讀史方輿紀要》卷七十三馬湖府：平夷長官司，「王氏世守其地，編戶一里」。洪武四年，土司王元壽與安濟歸附，次年敕授承直郎，世襲平夷長官司。敕命文曰：「奉天承運皇帝聖旨，王元壽授承直郎平夷長官，子孫世襲……」。永樂元年「408)，其子王宣襲職，順治九年，土司王長才投誠，敕昭信校尉，承直郎，頒給印信號紙，住牧平夷。至光緒以後，土司名存實亡，其地為流官統治